# یویتو موریواکی

یویتو موریواکی با لباس آبی در نبرد با شاهین موسوی

یویتو موریواکی (انگلیسی: Yuito Moriwaki؛ زادهٔ ۸ اوت ۱۹۹۶) بوکسور اهل ژاپن است.